# Свідер Полікарп Іванович
Полікарп Іванович Свідер (нар. 5 квітня 1923 в с. Хропотова Чемеровецького району Хмельницької області — пом. 17 лютого 2012) — український науковець, педагог, журналіст і громадський діяч, доктор філологічних наук, професор кафедри журналістики Кам'янець-Подільського педагогічного інституту, орденоносець.

## Життєпис
Батьки Полікарпа Свідера були простими селянами, працювали спочатку на власній землі, а згодом — у колгоспі.
1937 року закінчив сьомий клас Хропотівської неповної середньої школи і продовжив навчання в Чемеровецькій середній школі, яку закінчив 1940 року.
В тому ж році вступив на перший курс Харківського юридичного інституту, через декілька місяців перейшов на навчання на мовно-літературний факультет Кам'янець-Подільського учительського інституту.
В 1941—1944 працював на різних сільськогосподарських роботах та на молочному пункті в селі Кугаївці Чемеровецького району сепараторщиком. Був учасником партизанського руху.
Весною 1944 призваний до армії, був кулеметником 316-ої Темрюкської червонопрапорної дивізії. Під час одного з боїв втратив ліву руку, дістав поранення в груди. Тривалий час лікувався у місті Сочі.
Протягом 1945—1950 навчався в Київському університеті імені Т. Г. Шевченка на філологічному факультеті. Того ж року був направлений на посаду викладача української та зарубіжної літератур у Кам'янець-Подільське училище культури, де пропрацював до 1954. З 1952 року консультував студентів-практикантів педінституту. 1954 року перейшов на роботу до Кам'янець-Подільського педагогічного інституту де до останнього дня життя працював викладачем української літератури.
Родина
- дружина Надія Степанівна Богуцька — кандидат філологічних наук,[1]
- син Олександр (Олесь) — кандидат економічних наук, доцент кафедри економіки підприємства Кам'янець-Подільського національного університету імені Івана Огієнка[1][2]
- онук Владислав.

## Науковець
У Кам'янець-Подільському педагогічному інституті працював спершу — асистентом, згодом — старшим викладачем, доцентом. Тут став кандидатом філологічних наук (1960), доктором філологічних наук (1986), професором (1990), академіком АН Вищої школи України (1997). Декілька років завідував кафедрою української літератури.
Кандидатська дисертація Полікарпа Свідера присвячена життю і творчості українського письменника Олександра Копиленка. Також досліджував проблеми поколінь в українській літературі дореволюційного і радянського періодів, відтворення ментальності народу в складні періоди життя.
Полікарп Свідер є автором багатьох монографій, посібників, літературних нарисів, статей у наукових збірниках, журналах, газетах; автором десятків рецензій та відгуків на дисертації. Очолював наукову школу «Текст як основна одиниця комунікації».
Окремі видання
1. О. Копиленко. Життя і творчість / П. І. Свідер. — Київ: Рад. письменник, 1960. — 180 с.
2. Олександр Копиленко. Літературний портрет / П. І. Свідер. — Київ: Держлітвидав України, 1962. — 87 с.
3. Традиції і покоління: літературно-критичний нарис / П. І. Свідер. — Київ: Рад. письменник, 1980. — 25 с.
4. Гончар О. «Модри Камень», «Бригантина»: метод. рек. / П. І. Свідер. — Кам'янець-Подільський, 1986. — 19 с.
5. Олесь Донченко. Произведения о школе: метод. разработка для студ. филол. и пед. ф-тов / П. И. Свидер. — Каменец Подольский, 1988. — 38 с.
6. Рід, родовід, покоління в українському художньому слові: літ.-публіц. нарис / П. І. Свідер. — Кам'янець-Подільський: Кам'янець-Поділ. держ. ун-т, інформ.-вид. від., 2003. — Ч. 1. — 140 с.
7. Рід, родовід, покоління в українському художньому слові: літ.-публіц. нарис / П. І. Свідер. — Кам'янець-Подільський: Кам'янець-Поділ. нац. ун-т, 2008. — Ч. 2 — 144 с.

## Громадський діяч
Полікарп Свідер виступав з лекціями перед студентами, у робітничих колективах, упродовж тридцяти двох років був відповідальним за випуск та редактором інститутської багатотиражки «Радянський студент» (станом на 2017 — «Студентський меридіан»).

## Відзнаки
- Знак «Відмінник народної освіти УРСР» (1981),
- почесне звання заслуженого працівника освіти України (1993),
- орден Вітчизняної війни І ступеня,
- медалі «За бойові заслуги», «За відвагу»
- орден Леніна.